# گری مینارد
گری مینارد (انگلیسی: Gray Maynard؛ زادهٔ ۹ مهٔ ۱۹۷۹) ورزشکار هنرهای رزمی ترکیبی اهل ایالات متحده آمریکا است.